# Канава (река, впадает в Островенское озеро)
Канава — река в России, протекает в Мошенском районе Новгородской области. Река вытекает из озера Меглино у деревни Семёнкино, впадает в озеро Островенское между деревнями Васьково и Климково Ореховского сельского поселения. Длина реки составляет 3,5 км. У истока ширина реки — 17 метров, глубина — 1,5 метра. Высота истока — 165,5 м над уровнем моря.
Перепад высот: с 166 м (озеро Меглино) до 157 м (озеро Островенское).
У истока на реке стоит деревня Семёнкино Городищенского сельского поселения, а ближе к устью деревня Никифорково Ореховского сельского поселения.

## Исторические сведения
По данным 1780-х годов современная река Канава состояла из двух частей: речки Лужайки и Меглинского канала прорытого «для спуску воды в реку Мсту».

По мнению исследователя волоков северо-восточной Европы, Галанина А. В., «речка Канава — это не что иное, как давно забытый искусственный канал, прокопанный древними землепроходцами.»

## Данные водного реестра
По данным государственного водного реестра России относится к Балтийскому бассейновому округу, водохозяйственный участок реки — Мста без р. Шлина от истока до Вышневолоцкого г/у, речной подбассейн реки — Волхов. Относится к речному бассейну реки Нева (включая бассейны рек Онежского и Ладожского озера).
Код объекта в государственном водном реестре — 01040200212102000020575.